# Castleblayney
Castleblayney (in irlandese: Baile na Lorgan) è una cittadina nella contea di Monaghan, in Irlanda.
La città ospitò, tra il 1959 e il 1960, la casa automobilistica Shamrock.